# Rudel Calero
Rudel Calero (ur. 20 grudnia 1982) – nikaraguański piłkarz występujący na pozycji pomocnika. Zawodnik klubu Real Estelí.

## Kariera klubowa
Calero karierę rozpoczynał w 2000 roku w Deportivo Bluefields. Spędził tam 3 lata. Następnie przez rok grał w Américe Managua. W 2004 roku odszedł do Realu Estelí. Od tego czasu wywalczył z nim 3 mistrzostwa Nikaragui (2007, 2008, 2009), 3 mistrzostwa fazy Clausura (2010, 2011, 2012) oraz mistrzostwo fazy Apertura (2011).

## Kariera reprezentacyjna
W reprezentacji Nikaragui Calero zadebiutował w 2001 roku. W 2009 roku został powołany do kadry na Złoty Puchar CONCACAF. Zagrał na nim w meczach z Meksykiem (0:2), Gwadelupą (0:2) oraz Panamą (0:4), a Nikaragua zakończyła turniej na fazie grupowej.